# Binding-Brauerei
Binding-Brauerei är ett bryggeri i Frankfurt am Main. Bryggeriet grundades av Conrad Binding 1870 och ingår sedan 1953 i Dr. Oetkerkoncernen. Fram till 2002 hette Oetkerkoncernens dryckesdivision Binding-Gruppe men heter numera Radeberger Gruppe. I Binding ingår märken som Binding Adler-Pils, Clausthaler, Henninger, Römer och Schöfferhofer.
Under 1960- och 1970-talet expanderade Binding kraftigt genom uppköp av mindre bryggerier i Rheinland-Pfalz, Hessen och norra Baden. I regel lades dessa bryggerier ner men som varumärkena Clausthaler och Schöfferhofer lever två av dem kvar.